# ヤリ・リトマネン
ヤリ・リトマネン（Jari Litmanen, フィンランド語発音: [ˈjɑri ˈlitmɑnen] ( 音声ファイル), 1971年2月20日 - ）は、フィンランド出身の元プロサッカー選手。元フィンランド代表。ポジションはミッドフィールダー、フォワード。

## 経歴
15歳まではアイスホッケーにも才能を発揮していたが、17歳のときにサッカーに専念。1987年、父も所属していた地元のクラブであるレイパス・ラハティでキャリアをスタート。1989年にはフィンランド代表に招集され、10月22日のトリニダード・トバゴ戦でデビューを飾る。1990年にはフィンランド年間最優秀選手に選出された。
その後フィンランドのクラブチームを転々とし、1992年にオランダのアヤックスの2週間の練習に参加し、ファンファールの目に留まり、契約に至った。1年目はデニス・ベルカンプの控えであったが、1994-1995シーズンには26ゴールを挙げリーグ得点王、UEFAチャンピオンズリーグではチーム最多の6ゴールを挙げ、優勝の原動力となり、同年のバロンドール投票では第3位となった。ストライカーとして、あるいはチャンスメーカーとして、数々のタイトルをクラブにもたらした。
1999年にリーガ・エスパニョーラの強豪バルセロナへと移籍するが結果を残せず、1シーズンで去ることとなった。
バルセロナへは当時のルイ・ファン・ハール監督の肝煎りで入団し、背番号10を与えられたものの、3トップの更に下のポジションを任されたため、自ら最前線へ飛び出してゴールに絡むプレーが特徴のリトマネンは全くフィットしなかった。更に悪いことに、この頃のバルサはファン・ハールのオランダ人偏重志向への批判が強く、本人はオランダ人ではないものの、アヤックスからの移籍となったリトマネンは、その批判の矢面に立たされることとなり、マスコミやバルセロニスタからリーグ3連覇を逃した戦犯のような扱いを受けた。
そして、子供の頃からの憧れと公言していたFAプレミアリーグのリヴァプールへ移籍。しかし、ここでも故障や選手層の厚さなどで出場機会に恵まれず、2002年]アヤックスへ復帰。その後、母国のラハティ、ハンザ・ロストックを経て、スウェーデンのマルメに2007年まで在籍した。
2008年1月からはイングランドのフラムに加入したが、シーズン末に契約解除となった。8月に母国・ヴェイッカウスリーガのラハティに短期契約で復帰することになった。
2009-2010シーズンにはリーグ戦21試合に出場し、5得点と存在感を発揮した。2010-2011シーズンからは古巣のHJKヘルシンキへ復帰した。シーズン終了後に引退した。

## エピソード
マラドーナのファンであり、ラテンの雰囲気を持つ風貌からディエゴと呼ばれていた。

## タイトル

### クラブ
MyPa
- フィンランド・カップ（1992）

アヤックス
- エールディヴィジ（1993-94, 1994-95, 1995-96, 1997-98, 2003-04）
- KNVBカップ（1992-93, 1997-98, 1998-99）
- ヨハン・クライフ・スハール（1993, 1994, 1995）
- UEFAチャンピオンズリーグ（1994-95）[5]
- UEFAスーパーカップ（1995）
- インターコンチネンタルカップ（1995）

リヴァプール
- FAカップ（2000-01）
- EFLカップ（2000-01）
- FAチャリティ・シールド（2001）
- UEFAカップ（2000-01）
- UEFAスーパーカップ（2001）

HJKヘルシンキ
- ヴェイッカウスリーガ（2011）
- フィンランド・カップ（2011）

### 個人
- フィンランド年間最優秀選手（フィンランド語版）（1990, 1992-1998, 2000）
- ヴェイッカウスリーガ 最優秀選手（1990）
- オランダ年間最優秀選手賞（1993）
- エールディヴィジ 得点王（1993-94）
- フィンランド年間最優秀スポーツ選手（フィンランド語版）（1995）
- UEFAチャンピオンズリーグ 得点王（1995-96）[3]
- UEFAジュビリーアウォーズ（2003）